# Charlottesville (Virginia)
Charlottesville er en mindre by i Virginia, USA. Charlottesville er bl.a. kendt for at være hjemsted for det amerikanske Dave Matthews Band og stedet hvor landets 3. præsident, Thomas Jefferson, levede og ligger begravet. Byen har 46.553(2020) indbyggere.
- UNESCOs Verdensarvsliste: Thomas Jeffersons University of Virginia i Charlottesville